# Arthur Bingham
 (novembre 2020).
Arthur Batt Bingham est un officier de la Royal Navy, né en 1784 et mort en 1830, il eut le grade de post-captain. Il est notamment connu pour être le commandant du HMS Little Belt, qui fut impliqué dans l'affaire dite Little Belt Affair au début de la guerre anglo-américaine de 1812.